# Мините на цар Соломон (филм, 1950)
„Мините на цар Соломон“ (на английски: King Solomon's Mines) е американски приключенски цветен филм от 1950 година на режисьори Комптън Бенет и Андрю Мартън, втората филмова адаптация на едноименния роман от Хенри Райдър Хагард.

## Сюжет
Внимание:  Текстът по-долу разкрива сюжета на произведението (или части от него)!
Лейди Елизабет Къртис от Великобритания се обръща за помощ към ловеца и водач Алън Куотърмейн, който отдавна живее в Африка. Лейди Елизабет моли Куотърмейн да намери изчезналия ѝ съпруг.

## Актьорски състав
| Актьор                                | Роля                                      |
| ------------------------------------- | ----------------------------------------- |
| Дебора Кер                            | Елизабет Къртис – лейди от Великобритания |
| Стюарт Грейнджър                      | Алън Куотермейн – ловец и водач           |
| Ричард Карлсън                        | Джон Гуд                                  |
| Хюго Хаас                             | Ван Брун                                  |
| Лоуел Гилмор                          | Ерик Мастърс                              |
| Кимурси от африканско племето Кипсиги | Хива                                      |
| Базига от африканско племето Ватуси   | Крал Твала                                |